# Boyi Kao
Boyi Kao chinois : 伯邑考 ; pinyin : Bóyì Kǎo est le fils ainé du Roi Wen de Zhou, fondateur de la Dynastie Zhou. On sait qu'il est décédé avant son père mais la cause de sa mort n'est pas historiquement déterminée.

## Dans la Fiction
Boyi Kao est un personnage du roman fantastique L'Investiture des dieux. C'est le fils ainé et le plus brillant du Roi Wen de Zhou, le Seigneur de l'Ouest de la Dynastie Shang. Il n'est pas seulement intéressé par la musique et les arts, il est aussi particulièrement beau et connu pour être un fils fidèle. À un moment, le tyrannique Roi Zhou de Shang devient suspicieux de Ji Chang et l'assigne à résidence à Youli chinois : 羑里 pendant 7 ans.
Boyi Kao apporte de nombreux cadeaux précieux afin de rencontrer le Roi Zhou et plaide pour la libération de son père. La concubine du Roi Zhou, Daji trouve Boyi Kao séduisant et demande au roi de laisser Boyi Kao lui apprendre à jouer du guqin. Durant une leçon, Daji tente de séduire Boyi Kao, mais il la rejette et la ridiculise. L'attrait de Daji pour Boyi Kao se transforme en haine et elle se plaint auprès du Roi Zhou, prétendant que Boyi Kao l'a molestée et insulte le roi à travers sa musique. Le Roi Zhou est furieux et ordonne l'exécution de Boyi Kao, et que sa chair soit transformée en gâteaux à la viande.
Le roi envoie ensuite ces gâteaux contenant la chair de Boyi Kao à son père Ji Chang afin de tester ses capacités de divination. Ji Chang est expert en la matière et a déjà vu le destin de son fils. Pour ne pas éveiller les doutes du Roi Zhou, Ji Chang mange les gâteaux. Le Roi Zhou pense que Ji Chang ment à propos de ses connaissances en divination et l'autorise alors à partir. En rentrant chez lui, Ji Chang vomit les gâteaux, qui se transforment en trois lapins blancs. Les lapins seront placés plus tard sous la protection de la déesse de la lune, Chang'e.